# Metachrostis discirufa
Metachrostis discirufa là một loài bướm đêm trong họ Erebidae.